# Il fratello italiano
Il fratello italiano è un romanzo di Giovanni Arpino del 1980. Il libro vinse il Premio Campiello nello stesso anno.
La critica individuò nel romanzo pagine felici «per lo humour e il grottesco delle situazioni» e tristissime «per il significato di fondo, che è quello di una disperazione così nera da lasciare tenui varchi alla pietà».

## Trama
La vicenda si svolge a Torino, nel mese di agosto di un anno imprecisato, all'incirca sul finire degli anni settanta.
Carlo Botero è un sessantaduenne vedovo da cinque anni; maestro elementare in pensione e amante dell'opera verdiana («se quel guerrier io fossi» è un suo tipico modo di dire), vive solo con un gatto siamese di nome Stalin. La figlia di Botero, Stella, trentenne, è stata sposata con il calabrese Giuseppe Grieco, detto Pepito, ma il matrimonio è naufragato. Pepito, che sopravvive cambiando vari lavori ed ha contatti con la malavita, non accetta la fine della relazione e continua a perseguitare Stella ma si è reso irreperibile. La giovane si rivolge al padre chiedendogli di intervenire, e per meglio spiegare cosa intende gli procura una pistola e numeri di telefono che dovrebbero aiutarlo a rintracciare Pepito.
Botero, pur riluttante e spesso in conflitto con la figlia per i suoi modi troppo giovanili e l'inclinazione per la vita facile, si mette alla ricerca di Pepito e incautamente mostra la pistola in un bar nel quale pensa gli possano dare notizie del genero. La notte successiva Botero viene aggredito per rubargli la pistola, e viene soccorso da un anziano che il giorno prima nel bar aveva sentito i suoi discorsi. Il soccorritore è Raffaele Cardoso, calabrese, manovale sessantacinquenne in pensione, che dice di non avere un posto dove dormire. Botero lo invita a casa sua e i due divengono complici: Cardoso infatti rivela a Botero di essere a Torino per uccidere la figlia Jonia, che fa la prostituta e per questo ha fatto morire di crepacuore la madre. Cardoso crede di poter rintracciare Pepito, e promette di aiutare Botero se questi a sua volta lo aiuterà a trovare Jonia.
Cominciano così le peregrinazioni di Botero e Cardoso per la città, a bordo della "seicento" appositamente affittata dal maestro. Un primo incontro con un compaesano di Cardoso, Sanvito, non dà frutti. Il secondo tentativo è presso l'avvocato Nicastro, un altro compaesano, ricco e vecchissimo, a cui Botero e Cardoso si presentano con una moneta d'oro, regalo che è costato lunghe meditazioni per trovare l'idea più adatta. Nicastro fornisce a Cardoso l'indirizzo di un malavitoso, Michele Saraceno, il quale indica una prostituta, Poppeperse, che potrebbe avere notizie di Jonia. Poppeperse si decide a dare notizie solo grazie alle buone maniere di Botero, ma infine indica una cascina presso Ivrea dove dovrebbe trovarsi la figlia di Cardoso.
Cardoso e Botero trovano la ragazza proprio nel luogo indicato da Poppeperse, ma Jonia è ridotta in pessime condizioni. Giace su una povera branda ridotta quasi a uno scheletro dalla droga. Cardoso, quale forma di eutanasia, e con estrema pietà paterna, estrae la rivoltella che porta sempre con sé e uccide la figlia, che poi viene seppellita in un campo di grano. Cardoso ha un momento di smarrimento e Botero deve trascinarlo via, ma in seguito Cardoso dice di sentirsi in «pace sacrosanta».
Botero e Cardoso passano quindi alla ricerca di Pepito. L'indicazione utile viene da Stella, che consiglia al padre di cercarlo in una piazza dove si vende droga. Qui infatti i due pensionati riescono a rintracciare Pepito, che esercita l'attività di spacciatore: Botero cerca di parlargli ottenendo solo di venire insultato. Cardoso però riesce a farsi rivelare il recapito di Pepito da un ragazzo incontrato sulla piazza.
Botero e Cardoso vanno a casa di Pepito. Minacciandolo con la pistola di Cardoso si fanno aprire e lo costringono a inghiottire tutte le dosi di droga che trovano in casa. Infine decidono di finirlo sparandogli: Botero non ne ha la forza e così è nuovamente Cardoso a usare la pistola.
Compiuta la loro missione, i due pensionati si separano. Cardoso andrà in Germania dove un figlio lo aspetta. Botero, tormentato dall'idea di non essere stato capace di sparare a Pepito il colpo di grazia, torna nel suo piccolo alloggio e qui, memore del suo passato di maestro, comincia a scrivere una confessione sotto forma di tema.

## Edizioni
- Giovanni Arpino, Il fratello italiano, La scala, Rizzoli, 1980,  p. 174.
- Giovanni Arpino, Il fratello italiano, BUR, Rizzoli, 1988,  p. 174, ISBN 88-17-13711-1.